# Intermittent du spectacle
Pour les articles homonymes, voir IDS.

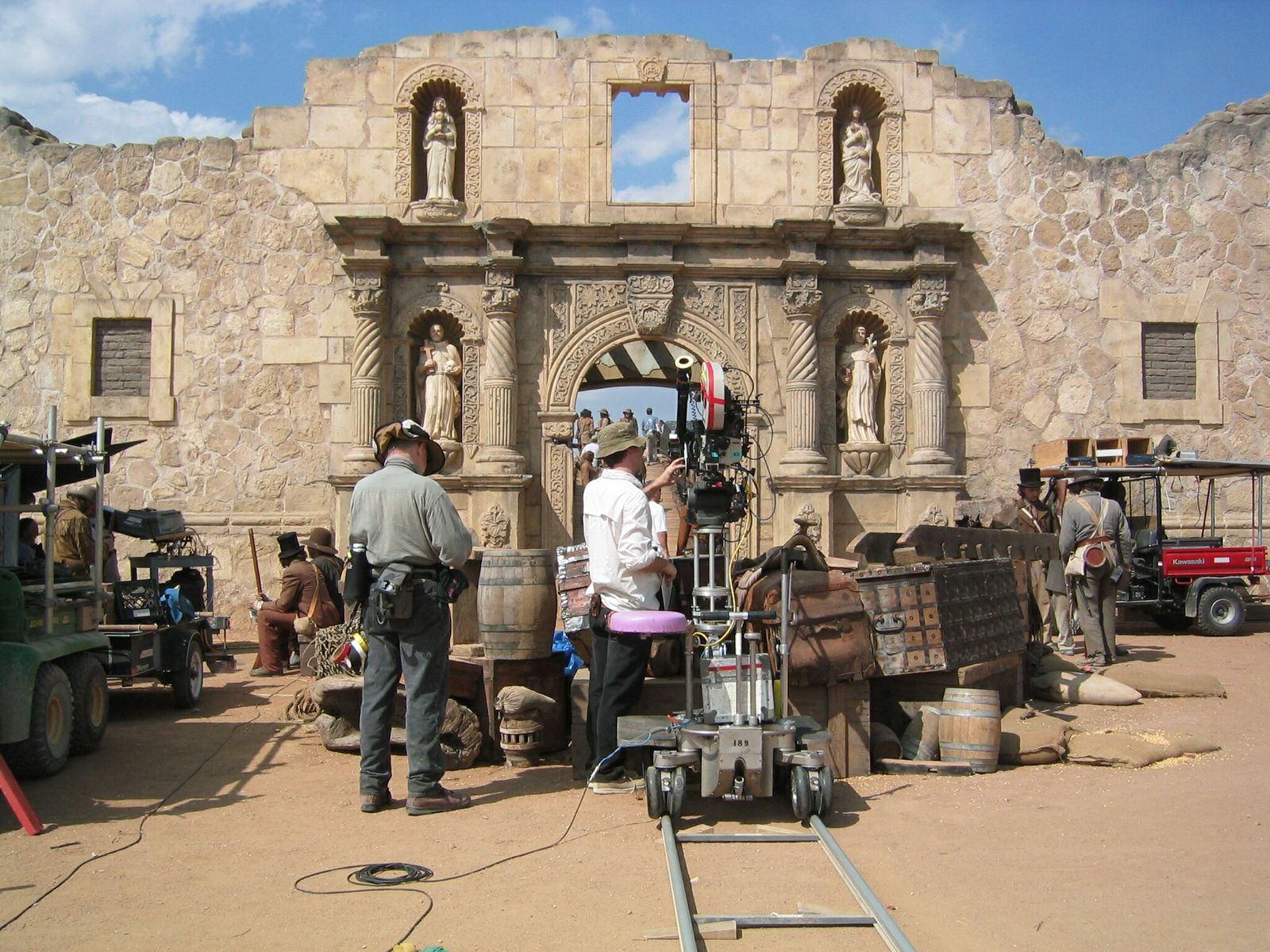
Équipe de tournage cinéma.

Un intermittent du spectacle (IDS) est, en France, un artiste ou technicien professionnel qui travaille pour des entreprises du spectacle vivant, du cinéma, et de l'audiovisuel et qui bénéficie, suivant des critères de nombres d'heures travaillées, et après une cotisation supplémentaire appliquée uniquement à cette tranche socio-professionnelle, d'allocations chômages. Il y avait 9 060 allocataires en 1984, 41 038 en 1991, 106 000 en 2013, 117 000 en 2016. Ce régime d'allocations chômage permet aux artistes ou techniciens d'être indemnisés lorsqu’ils ne sont pas sous contrat de travail. Les intermittents – à ne pas confondre avec les intérimaires – sont des salariés engagés en CDD dit d’usage (CDDU). À ce titre, ils sont rémunérés par leur employeur à l’heure (pour les techniciens) ou au cachet (pour les artistes) pour les répétitions et représentations, en fonction de la nature de leur travail ou de leur profession.
Entre deux périodes sous contrat de travail, les intermittents perçoivent comme les salariés du régime général une allocation de retour à l'emploi en fonction du nombre de jours indemnisables calculé mensuellement par France Travail. Ils peuvent ainsi cumuler chaque mois leur allocation et leur salaire. Pour avoir droit à l'allocation chômage, les intermittents doivent, en 2025, justifier d'au moins 507 heures de travail sur douze mois. Tous les ans, ces heures doivent être renouvelées sous peine de perdre les droits au chômage. Tous les intermittents ne sont donc pas indemnisés.
Le salariat à employeurs multiples est créé en 1936 pour les techniciens du cinéma. Le régime de l'intermittence du spectacle à proprement parler est créé dans les années 1960, d'abord pour les techniciens du cinéma et de l'audiovisuel, puis pour les artistes du spectacle vivant en 1969.

## Historique

### Création d'un régime particulier d'assurance chômage
Les productions des entreprises du spectacle sont souvent par nature limitées dans le temps, ce qui les amène à contracter avec des artistes, techniciens, ouvriers, sur des périodes définies, quand bien même elles salarient éventuellement par ailleurs du personnel « permanent », en contrat à durée indéterminée. Elles peuvent engager un artiste ou un technicien, dans le cadre d'une production, pour un contrat d'une journée ou plus.
En France, ils sont salariés, et n'exercent pas en libéral, contrairement à ce qui se pratique dans d'autres pays européens comme l'Allemagne, l'Italie ou le Royaume-Uni qui n'ont pas de régime d'assurance chômage spécifique pour les emplois correspondant à ceux des « intermittents du spectacle » français, comme dans d'autres pays du monde, notamment aux États-Unis.
Cette situation particulière de succession de contrats à durée déterminée, d'alternance de périodes d'emploi et de chômage, a amené les partenaires sociaux siégeant à l'Unédic à aménager des dispositifs particuliers quant à leur accessibilité aux droits d'indemnité chômage.
En 1936 est créé le régime salarié intermittent à employeurs multiples pour les techniciens et cadres du cinéma. Ce régime est encouragé par les producteurs de cinéma qui à l'époque ne trouvaient pas de techniciens, souvent des artisans et des ouvriers dans diverses corporations (menuisiers, peintres, décorateurs, ensembliers). Ceux-ci préféraient travailler chez un patron en fixe avec une paye toute l'année, d'où la difficulté pour le cinéma de trouver du personnel pour des périodes courtes et ponctuelles. Avec ce régime particulier, ils pouvaient travailler pour des films quelques mois et le reste du temps une caisse leur donnait une indemnité pour continuer à vivre et surtout à être disponibles. Le nombre de personnes concernées était à l'époque très modeste.
En 1964 est mise en place l'annexe 8 au régime général d'assurance chômage qui s'applique au secteur cinématographique. Elle est ensuite étendue aux techniciens du disque et de l'audiovisuel.
Le 1er janvier 1968, l’annexe 10, qui ouvre l'assurance chômage aux entreprises du spectacle, entre en vigueur, comme prévu par l’ordonnance du 13/07/67.
En 1969, les artistes interprètes sont intégrés au régime d’intermittent, puis les techniciens du spectacle vivant.
En 1984, Robert Sandrey, ancien Président du Syndicat français des artistes-interprètes, rédige, à la demande du ministre de la culture Jack Lang, un rapport qui esquisse les lignes d’une solution à la crise de l’emploi d'intermittent du spectacle.
En 1992, les annexes 8 et 10 sont renégociées, en vue de corriger le déficit financier de l'assurance chômage.
En octobre 1998, un accord interbranches est conclu pour permettre l'utilisation d'un contrat de travail à durée déterminée « d'usage » (CDD d'usage).

### Évolution et réformes

#### 2003: Ré-négociation de la convention de l'Assurance Chômage
Le 26 juin 2003, un protocole d’accord entre le MEDEF d'une part et trois des cinq syndicats représentatifs à l'échelle nationale d'autre part (CFDT, CFE-CGC, CFTC) est signé, au cours duquel les annexes (8 et 10) sont modifiées. Depuis, 507 heures de travail sur dix mois sont nécessaires pour être indemnisé pendant huit mois. Ces accords ont pour objet d'adapter à la convention d'assurance chômage en vigueur les dispositions des annexes à la convention du 1er janvier 1997. En outre, ces accords concourent au rétablissement de l'équilibre financier du régime d'assurance chômage.
La CGT, qui est fortement représentée dans ces catégories professionnelles, conteste le contenu de ces accords, considérant qu'ils dégradent les conditions d'indemnisation des intermittents du spectacle, de la production cinématographique et de l'audiovisuel, sans contribuer au rétablissement de l'équilibre du régime d'assurance chômage, ni remédier aux nombreux abus et fraudes qui seraient, selon elle, la cause essentielle de l'écart croissant entre les cotisations acquittées par ces professions et les prestations versées.
Une tractation aurait eu lieu entre François Chérèque (CFDT) et le Premier ministre de l'époque, Jean-Pierre Raffarin, en « échangeant » des conditions plus favorables pour les infirmières (dans le cadre de la réforme des retraites) contre un soutien de la CFDT au gouvernement sur la question des intermittents.
Force ouvrière dénonce également l'absence de mesures permettant de lutter contre les abus et la précarité du travail, ainsi que d'une réflexion liant la situation de l'emploi avec le mode de financement du régime d'assurance chômage. Elle affirme que ces accords seraient incompatibles avec les dispositions législatives et règlementaires relatives à la détermination de l'allocation journalière, à l'équilibre financier du régime d'assurance chômage, ainsi qu'aux sanctions qui peuvent être arrêtées à l'encontre des employeurs ne respectant pas les obligations prévues en matière de contributions. Ces arguments ont également été soulevés dans les nombreuses observations qui ont été adressées au ministère des affaires sociales, du travail et de la solidarité, à la suite de la publication au Journal officiel de l'avis engageant la procédure d'agrément de ces accords.
Au cours de l'été 2003, des grèves très suivies entraînent l'annulation de grands festivals d'été : Montpellier, Aix-en-Provence, Avignon, Francofolies. Par la suite, de nombreuses actions sont menées, en particulier en direction des médias : interruption de l'émission Star Academy le 18 octobre 2003, du journal de 20h de France 2 le 10 novembre 2003, la Nuit des Molières en avril 2004, etc.

#### 2014: Ré-négociation de la convention de l'Assurance Chômage
En 2014, le Medef demande la suppression du régime des intermittents dans le cadre plus général de l'assurance chômage. Un nouvel accord négocié qui durcit certains aspects du régime est fortement contesté.
Cette réglementation est régulièrement renégociée au sein de l'Unédic de façon paritaire par les partenaires sociaux (les organisations et syndicats représentatifs des employeurs — dont le MEDEF et la CGPME — et des salariés, dont la fédération CGT du spectacle). La présence de ces organisations pour négocier sur les modalités des annexes 8 et 10 est déduite de la solidarité inter-professionnelle. Si les annexes 8 et 10 constituaient un régime "intermittent", seuls seraient présents les acteurs représentatifs du secteur. Le MEDEF, par exemple, y serait exclu, car non représentatif de la majorité des employeurs du secteur d'emploi des intermittents.
Le cadre des négociations doit tous les deux ans s'inscrire dans le principe de mutualisation des risques des différents secteurs d'emploi.
En 2014, Manuel Valls promet de créer le Fonds national pour l'emploi pérenne dans le spectacle (Fonpeps) qui mettra un nouveau dispositif d'aides dont la mesure principale consiste en une prime à l'emploi de 28 000 euros au total, versée aux entreprises qui embauchent en CDI un intermittent du spectacle à un salaire inférieur à trois smics. Le coût de cette mesure est évalué à 90 millions par an ; le Fonpeps étant financé par le ministère de la Culture, c'est-à-dire par l'ensemble des contribuables. Ce dispositif peut être comparé à la prime de 4 000 euros offerte pour tout recrutement en CDI ou CDD de plus de six mois dans une PME. Le Fonds est effectivement mis en place en 2016 est composé de 9 mesures : l'Aide à l’embauche d’un premier salarié en CDI (APS) ; une Prime à l’emploi pérenne de salariés du spectacle (PEPSS) ; une Prime aux contrats de longue durée dans le secteur du spectacle (PCLD) ; une Aide à l'embauche des jeunes artistes diplômés (AJAD) ; une Aide à la garde d’enfant d’artiste et techniciens intermittents ; un Fonds assurantiel pour les groupements d’entreprises de la culture ; un Dispositif de soutien à l’emploi dans les secteurs fragiles : cafés-culture, petits lieux de diffusion de musique / théâtre / danse, édition phonographique. L'Agence de Service et de Paiements assure l'instruction et le paiement des 6 premières mesures.

#### 2016: Ré-négociation de la convention de l'Assurance Chômage
À la suite des dernières réformes de 2016, le montant des prestations versées aux allocataires indemnisés au titre des annexes 8 et 10 de l’assurance chômage diminue, pour la deuxième année consécutive. Au total pour l’année 2016, le montant des prestations versées s’élève à 1,297 milliard d’euros contre 1,312 milliard en 2015, soit une baisse de -1,1 % en un an. Le nombre d’allocataires indemnisés au moins une journée au titre de ces annexes (allocataires « mandatés »), environ 117 000, augmente en un an de +2,4 %.
Le montant moyen de l’allocation journalière poursuit sa baisse amorcée en 2009. Entre 2008 (l’année du point culminant du montant moyen avec 60,02€) et 2016, il a baissé d’environ -0,6 %, pour s’établir à 59,46 €. L’année 2016 se caractérise par une forte diminution du nombre de jours indemnisés en moyenne par mandaté : chaque mandaté a été indemnisé en moyenne 196 jours au cours de l’année, contre 202 jours en 2015, soit une baisse de -3,0 %. Au total, l’évolution du montant des prestations versées (-1,1 %) résulte de la conjonction de la baisse du nombre de jours indemnisés par mandatés (-3,0 %) et de celle du montant moyen de l’allocation journalière (-0,5 %) compensée en partie par la hausse du nombre de mandatés (+2,4 %). Les contributions encaissées au titre de l’assurance chômage progressent de +5,5 % en un an. Cette évolution s’explique par l’augmentation de la masse salariale versée aux salariés d’intermittents du spectacle, sur laquelle sont assises les contributions des employeurs, +3,8 % en un an, et par les recettes supplémentaires engendrées par le relèvement du taux de contribution de 12,8 % à 13,3 % à partir du 1er août 2016. 

#### 2020-2021: «Année blanche» Covid-19
En mars 2020, avec la pandémie de Covid-19 en France, le gouvernement décide d'une annulation des rassemblements dans tout le territoire. Dès lors, annulations en cascade des festivals de l’été et de spectacle fermés sans date officielle de réouverture, le secteur culturel est très lourdement touché par la crise sanitaire. L'été étant généralement une très grosse période de travail pour les intermittents, ces derniers craignent de se retrouver alors dans l'incapacité de travailler et de cotiser suffisamment pour être couverts par l'assurance chômage,. Fin juillet 2020, le gouvernement décide de maintenir l'indemnisation des intermittents du spectacle jusqu'au 31 août 2021. Cependant, faute de contrats du fait de l'arrêt de l'activité des employeurs du secteur culturel pendant les périodes de couvre-feu et de confinement, les allocations chômage ne sont plus un complément aux revenus d'activité mais parfois l'unique revenu des intermittents du spectacle[source insuffisante].

## Dispositions conventionnelles
Les annexes 8 et 10 de la convention de l'assurance chômage établissent les règles concernant les indemnités de chômage pour les intermittents du spectacle. L'annexe 8 concerne les ouvriers et techniciens de l'édition d'enregistrement sonore, de la production cinématographique et audiovisuelle, de la radio, de la diffusion et du spectacle vivant. L'annexe 10 concerne les artistes du spectacle : comédiens, musiciens, danseurs…

### Métiers et entreprises concernées
Les intermittents font partie des salariés du privé et cotisent au régime d'assurance chômage selon des spécificités définies par leur contrat de travail, leur permettant d'accéder à des indemnités propres aux annexes correspondantes.
Les intermittents du spectacle relevant des annexes 8 et 10 de l’assurance chômage doivent appartenir à une des deux catégories suivantes :
- artiste du spectacle engagé par contrat à durée déterminée ;
- ouvrier ou technicien engagé par contrat à durée déterminée et :
  - employé par une entreprise dont l’activité est répertoriée, suivant une liste de codes NAF[25] ;
  - occupant des fonctions figurant sur la liste officielle[25].

### Contrat à durée déterminée d'usage
Pour un technicien, les contrats de travail sont définis à l'heure (12 h maximum à la condition sine qua non que l'employeur ait demandé (et obtenu) une dérogation de la part de l'inspection du travail. Faute de quoi, un technicien n'a pas le droit de travailler plus de 10 heures par jour, et 48 heures par semaine (du lundi 00.00 au dimanche 23.59).
Pour les artistes, le cachet représente un forfait de 12 heures.
Étant donné le caractère particulier culturel et économique du secteur, l'artiste et le technicien travaillent souvent en amont de tout contrat de travail signé. L'écriture d'un projet, l'achat ou la pratique de l'instrument par exemple sont rarement pris en charge par l'employeur.
Le CDDU, contrat à durée déterminée d'usage (nomination du contrat de travail concernant les intermittents) comporte des différences notables par rapport à un CDD classique, dont les principales sont:
- le contrat peut être répété sans limites (article L. 1244-1)
- il n’y a pas d’indemnité de précarité (article L. 1243-10)
- il n’y a pas de délai de carence entre 2 CDD (deux contrats peuvent s'enchaîner sans délai dans le temps)[26]

À la suite de l’accord du 28 avril 2016 et de la publication du décret du 13 juillet 2016, des nouvelles règles sont mises en œuvre à partir du 1er août 2016.
- Élargissement de la prise en compte des heures d’enseignement dispensées pour les artistes et les techniciens : 70 heures ou 120 heures pour les 50 ans ou plus.
- Instauration d’un seuil de jours de travail mensuel : 26 jours pour l’annexe 8 ; 27 jours pour l’annexe 10.
- Abaissement du plafond de cumul mensuel allocation et salaires de 1,4 à 1,18 plafond mensuel de la sécurité sociale.

### Critère des 507 heures
Pour bénéficier des indemnités de chômage versées par France Travail, qui est une caisse interprofessionnelle de solidarité, l'intermittent doit justifier un certain nombre d'heures au minimum dans une période donnée. Il faut avoir déclaré 507 heures ou 43 cachets sur une période de 12 mois de travail, pour ouvrir des droits valables un an, sur la base d'une « date anniversaire flottante » correspondant au lendemain du dernier jour travaillé.
En détail, les cachets comptent pour un forfait de 12 heures, car ils englobent les temps de préparation des spectacles (507 heures / 12 heures = 42,25 cachets) s'ils sont isolés ou pour 8 heures lorsqu'ils sont consécutifs (507 heures / 8 heures = 63,38 cachets) avec un panachage possible (exemple : 26 cachets x 12 heures + 25 classes de maître x 8 heures = 512 heures).
À titre de comparaison, le régime général pour l'allocation chômage demande 130 jours d'affiliation ou 910 heures de travail au cours des derniers 24 mois pour les moins de 53 ans ou 36 mois pour les 53 ans et plus[Quand ?].

## Situation budgétaire des annexes 8 et 10
Le système de protection d'assurance chômage repose sur la solidarité interprofessionnelle et la mutualisation des risques entre les employeurs et les salariés, tous secteurs et catégories professionnelles confondus.
Le calcul du coût ou déficit d'une annexe au régime général est source régulière de désaccords. Ainsi, plusieurs organismes partant des mêmes chiffres n'arrivent pas aux mêmes conclusions.
La méthode de calcul de la Cour des comptes consiste à calculer le rapport entre les cotisations des intermittents par rapport au coût des indemnités versées. Cette méthode est dénoncée régulièrement, car contraire au principe de solidarité entre les secteurs professionnels.
Michel Sapin, le ministre chargé du Travail, de l'Emploi et de la Santé, en 2013, indique que d'une façon générale, le diagnostic de la situation du régime des intermittents du spectacle, et a fortiori l'évaluation de son efficacité, sont extrêmement difficiles à réaliser en raison de la fragilité des données physiques ou financières existantes.

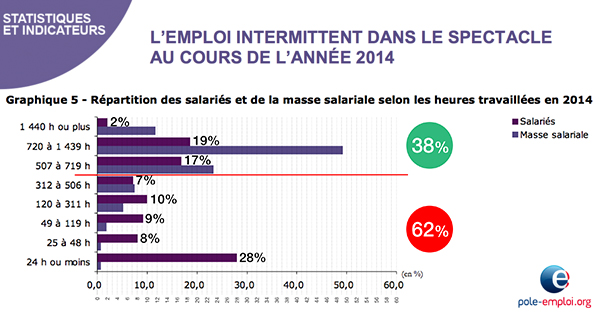

Selon les chiffres fournis par Pôle emploi en 2019, 26,5 % des salariés en CDDU intermittent cumulent moins de 24 heures dans l'année. 40 % travaillent plus de 507 heures, ce qui leur permet d'être indemnisés.
Selon Pôle Emploi, un tiers des contrats signés ne représente que des contrats occasionnels n'engageant pas d'indemnisation particulière (moins de 24h/an).

### Critiques de la Cour des comptes
En 2002, ce déficit était de 866 millions d'euros. Celui-ci n'a ensuite jamais été inférieur à cette valeur malgré les réformes successives. Un déficit que la Cour des comptes désigne comme une « dérive massive ».
Le rapport 2012 de la Cour des comptes souligne que le déficit du régime des intermittents du spectacle représente « un tiers du déficit total de l'assurance chômage, alors même que seules 100 000 personnes en bénéficient ». Ainsi, selon ce rapport, durant les dix dernières années, « le déficit cumulé du régime des intermittents s'est établi à un montant proche de l'endettement total du régime d'assurance chômage, soit 9,1 milliards d'euros à la fin 2010 ».
Cependant, entre 2008 et 2011, la dégradation du solde global du régime d'assurance chômage résulte d'abord de celui des CDI du régime général, qui, avec la crise, a diminué de près de 2 milliards d'euros, reconnaît la Cour des comptes.
Début 2013, la Cour des comptes, dans une analyse concernant la forte dégradation des comptes de l'Unédic, pointe en particulier du doigt les plus grandes faiblesses du système actuel. Parmi celles-ci, sont à nouveau mises en cause les règles d'indemnisation des intermittents du spectacle du fait du « caractère massif des sommes en cause » et de leur impact sur le déficit global.
En novembre 2013, la Cour des comptes publie un nouveau rapport dans lequel elle souligne que les intermittents du spectacle sont « la catégorie de demandeurs d'emploi indemnisés bénéficiant, de loin, des règles les plus favorables ».

Dans ce même rapport du 26 novembre 2013, la Cour des comptes ouvre la porte pour la première fois à une conclusion différente de celle donnée habituellement : les intermittents ne seraient pas les principaux responsables du déficit de l’Assurance chômage. Les magistrats de la rue Cambon précisent néanmoins que cette situation est simplement conjoncturelle, alors que le déficit des intermittents du spectacle « présente un caractère structurel ».

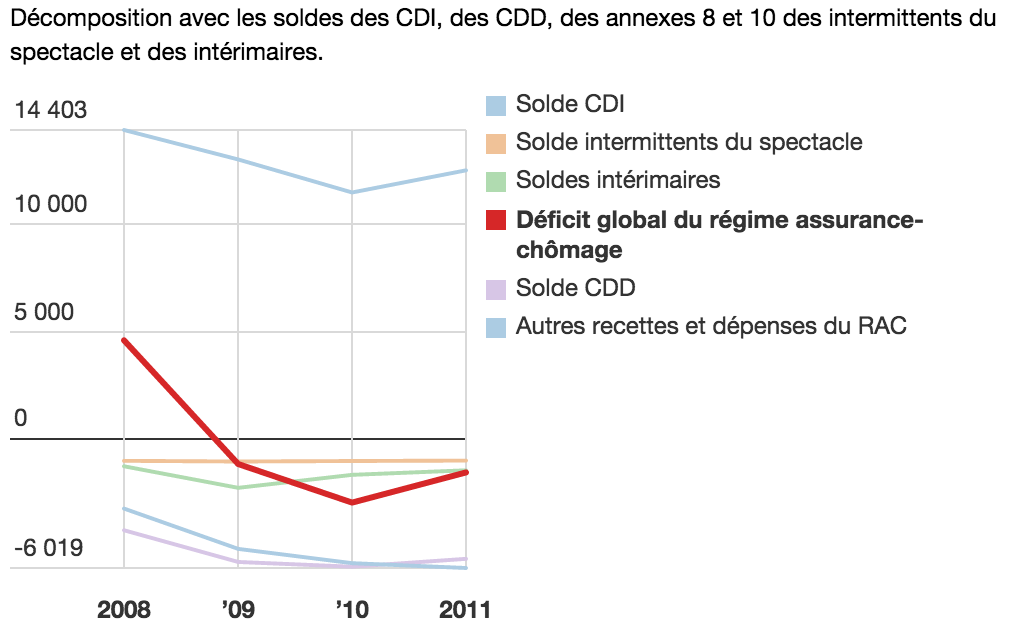
Source : Cour des comptes.

### Chiffres fournis par l'Unédic
L'Unédic contredit le diagnostic de la Cour des Comptes en notant que le ratio indemnités/cotisations a évolué à la baisse passant de 800 % en 2002 à 547 % en 2010
En 2014, la ministre de la Culture, Aurélie Filippetti, estime, reprenant les chiffres de l'Unédic, le montant du déficit à 300 millions d'euros,. Ce chiffre correspond au « coût » des 100 000 intermittents basculés au régime général, à la suite de la suppression des annexes 8 et 10. Mais, au sein de l'Unédic, l'association paritaire qui gère l'indemnisation des chômeurs, ce mode de calcul est considéré comme simpliste.
Par ailleurs, selon le député du Parti socialiste Jean-Patrick Gille, aucun calcul n'a pris en compte le coût des intermittents exclus du régime général qui pourraient prétendre au revenu de solidarité active[réf. nécessaire].
Le 17 décembre 2014, pour la première fois de son histoire, l'Unédic évalue les alternatives proposées depuis plus de 10 ans par la CGT Spectacle, le Syndeac et la Coordination des intermittents et précaires (CIP), principaux syndicats représentatifs du secteur professionnel concerné[réf. nécessaire].
L’Unédic reconnaît alors que les propositions des représentants des intermittents du spectacle concernant leur régime d’indemnisation ne sont pas plus coûteuses que la réforme de 2003, tout en étant plus justes selon les partenaires.

### Points de vue des partenaires sociaux
Plusieurs principales organisations du secteur concerné (CGT Spectacle, le Syndeac et la Coordination des intermittents et précaires (CIP) et certains experts comme Mathieu Grégoire, sociologue et maître de conférences à l'Université de Picardie (CURAPP)) ou certains représentants des intermittents comme Samuel Churin, dénoncent la méthode de calcul.
Selon Mathieu Grégoire, le déficit des annexes 8 et 10, à rigoureusement parler, n’existe pas. Les annexes 8 et 10 ne sont pas une caisse spécifique, il n’y a pas un régime spécifique d’assurance chômage pour les intermittents. Il y a simplement des annexes au règlement général de l’Unédic qui fixent des règles spécifiques pour les intermittents.
En 2009, 105 826 intermittents du spectacle ont été indemnisés par l'Unédic qui leur a versé 1,276 milliard d'euros pour 223 millions de cotisations versées. La différence indemnités perçues/cotisations s'élevait ainsi à 1,054 milliard d'euros.
Selon la CIP, les indemnités des intermittents sont à rapporter à la totalité des allocations, qui s’élèvent à 31 milliards d’euros en 2013. Les intermittents reçoivent donc, non pas un tiers, mais 4 % des indemnités. Toujours selon Mathieu Grégoire, selon un calcul analogue à celui pratiqué par la Cour des Comptes, en 2011, les salariés en CDD représentaient plus de 350 % du « déficit » de l'Unédic.
Selon le Syndeac, l’idée selon laquelle en durcissant les conditions d’éligibilité, on parvient durablement à réduire le nombre d’intermittents repose en grande partie sur une illusion. Illusion qui serait à l'origine de l'échec des réformateurs de 2003 à atteindre leur objectif de réduire radicalement le nombre d'intermittents. Le système actuel renforcerait donc la précarité des intermittents sans réussir à diminuer leur nombre[source insuffisante].
Selon la CIP, si l’on fait basculer les intermittents dans le régime général, tout comme si l’on faisait basculer les chômeurs du régime général dans le régime intermittent, cela produirait des économies pour l’Unédic non pas parce que l’un ou l’autre régime est moins généreux, mais parce que ses critères ne seraient plus adaptés à l’activité des uns et des autres. Par conséquent, un bon nombre de travailleurs seraient exclus de tout chômage.
Le site Actuchomage, constate que ces 1,276 milliard représentent 1 000 euros d'indemnité par mois par intermittent, soit sensiblement la même moyenne que pour les indemnités chômage dans le régime général (1 200 €).
Selon Donald Hebert du Nouvel Observateur, « la Cour cependant ne prend pas en compte le temps de travail réalisé par les intermittents en dehors du secteur, pour combler leurs fins de mois (enseignement, petits boulots, etc.), via lesquels ils cotisent aussi au régime général sans y faire appel ». Le CIP-IDF, collectif appelé en 2014 à la concertation par le gouvernement en place, rappelle également que la Cour des Comptes ne tient pas compte des 300 000 permanents du secteur (administrateurs de théâtre, salariés de boîte de production en CDI, etc.), qui cotisent au régime général, mais dont l'emploi dépend de celui des intermittents employés dans les mêmes entreprises[réf. nécessaire].
Selon d'autres sources, citant le sociologue Mathieu Grégoire, les intermittents du spectacle ne représentent que 3,5 % des bénéficiaires des allocations chômage, et 3,4 % des dépenses de l’Unédic,.
Elle ne prend cependant pas en compte le fait que les conditions d'emplois y sont les plus précaires toutes catégories confondues[source insuffisante],.

## Permittents

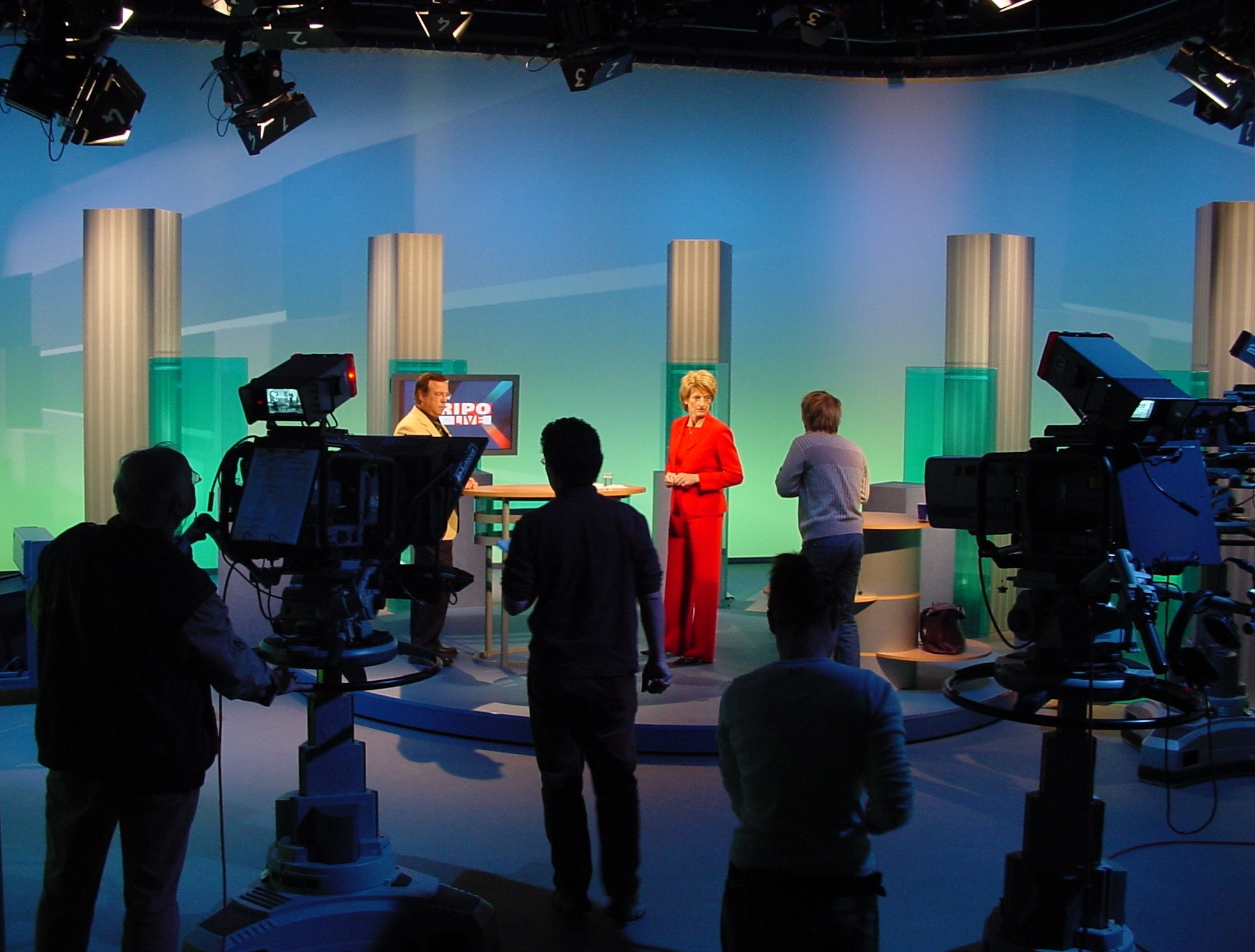
Équipe de tournage télévision.

Le sujet de la fraude en rapport aux intermittents fait régulièrement débat. Il est pourtant dénoncé autant par la Cour des comptes, par l'Unédic que par les syndicats d'Intermittents.
Il s'agit du problème des "Permittents", salariés employés sous Cddu alors que leur présence permanente pourrait justifier l'emploi de contrats en CDI ou CDD au régime général. Cela provient du fait que le Cddu peut légalement être répété sans limites (article L. 1244-1) contrairement au CDD habituel. Il s'agirait donc d'un abus et non pas d'une fraude.[évasif]
Chez M6, les intermittents représentent 440 ETP par rapport à des effectifs permanents de 1.600 environ, soit près de 21 % de l'effectif global. Leur nombre a baissé depuis 2003 même s'il a un peu augmenté en 2013, M6 a par exemple intégré une vingtaine d'intermittents en 2013.
La chaîne Canal+ indique employer 350 intermittents ETP début 2014 pour un effectif global de 3.482 permanents, soit environ 9 % de l'effectif. Chez France Télévisions, l'intermittence limitée aux techniciens (monteurs, opérateurs de prises de vue…) représente un peu plus de 10 % de la masse salariale. Les sociétés de production qui fournissent aux chaînes leurs programmes, celles qui fabriquent des films, mais aussi les parcs de loisirs sont de gros utilisateurs de ces contrats. En 2011, Euro Disney a recruté environ 1 500 « artistes » en contrat d'intermittence pour ses parades et autres spectacles.
Radio France est le premier employeur d'intermittents, avec 6 000 contrats signés. La réunion de tels personnels permanents et des intermittents dans un hypothétique « régime du spectacle » aboutirait vraisemblablement pour ce dernier à un déficit moindre que celui de l'actuel régime des intermittents. Ce système a été l'objet de critiques de la part des salariés et des syndicats, notamment lors de la grève en 2015.
La Cour des comptes évalue le niveau de fraude à « au moins 15 % des intermittents »,,. Selon les chiffres de l'Unédic, cités par le rapport Gille, le niveau de fraude en 2009 s'établit à 5,9 % des techniciens et 2,4 % des artistes. Les « véritables abus » seraient donc du côté des employeurs,.
La réforme de l'intermittence de 2003 a tenté de mettre fin à ces pratiques, mais elles n'ont pas diminué depuis cette date.

## Matermittentes
Les matermittentes sont des intermittentes du spectacle privées d'une partie ou de la totalité de leurs droits sociaux au cours et à la suite de leur congé de maternité. Saisi par le Collectif Les Matermittentes (LCLM), le Défenseur des droits a, dans une décision du 13 mars 2012, ainsi conclu :

« La situation dans laquelle sont placées les intermittentes du spectacle durant et à l'issue de leur congé de maternité constitue une discrimination fondée sur l'état de grossesse tant au regard du droit communautaire que du droit interne. »

## Propositions et réflexions
Les dispositions particulières des intermittents du spectacle ont fait émerger des pistes de propositions sur l'organisation d'autres modèles de travail de la part de philosophes, de sociologues.
Bernard Stiegler, philosophe, directeur de recherche de l'Institut de recherche et d'innovation, expliquait que c’est l’un des rares régimes qui reconnaît et rémunère le travail hors emploi. Il reconnaît les temps d’acquisition de nouvelles compétences ou capacités, de pratique, de recherche… C’est-à-dire le travail indispensable et permanent pour maintenir et développer les savoir-faire nécessaires à l’exercice des métiers. Il établissait une différence entre l’emploi, aujourd’hui largement prolétarisé, et le travail, qui transforme le monde par le savoir, et dont il faut cultiver la richesse. Dans ce cadre, il proposait que le travail soit lui-même rémunéré par un revenu contributif alloué sous condition d’emploi intermittent, comme c’est déjà le cas dans l’économie du spectacle.
Le sociologue Pierre-Michel Menger a proposé la création d'un « compte employeur » qui ferait apparaître ce que chaque employeur fait dépenser à l’Unédic par ses pratiques d’emploi génératrices de droits à indemnisation. La création de ce compte employeur irait de pair avec l'introduction d'un principe de modulation des cotisations employeur à l’assurance-chômage, en fonction du comportement de chaque employeur, selon le mécanisme inventé pour les accidents du travail.

## Statistiques
D'après les statistiques de Pôle-emploi en 2016, les salariés intermittents du spectacle (principalement des hommes), résident majoritairement (43,7 %) en Île-de-France. 25 % d'entre-eux n'a effectué qu'un seul contrat au cours de l'année.
| Année | Salariés | Employeurs | Masse salariale (G€) | Millions d'heures travaillées |
| ----- | -------- | ---------- | -------------------- | ----------------------------- |
| 2012  | 249 457  | 112 679    | 2,149                | 95,188                        |
| 2013  | 254 304  | 111 379    | 2,182                | 96,491                        |
| 2014  | 256 392  | 111 315    | 2,197                | 97,129                        |
| 2015  | 253 280  | 110 870    | 2,245                | 97,582                        |
| 2016  | 261 652  | 110 827    | 2,331                | 102,620                       |
| 2017  | 272 469  | 107 981    | 2,331                | 108,036                       |
| 2018  | 273 810  | 109 327    | 2,449                | 109,625                       |
| 2019  | 276 384  | 109 484    | 2,531                | 112,438                       |
| 2020  | 241 813  | 65 722     | 1,727                | 73,016                        |
| 2021  | 285 605  | 80 775     | 2,410                | 102,190                       |
| 2022  | 304 147  | 110 007    | 2,941                | 128,757                       |